# Confidences à un inconnu
Pour plus de détails, voir Fiche technique et Distribution.

Confidences à un inconnu est un film franco-italo-russe réalisé par Georges Bardawil et sorti en 1995.

## Synopsis
En Russie en 1907, le riche mari d'une femme bourgeoise est assassiné. Elle est suspectée tout comme ses deux amants, mais il se trouve qu'elle a rencontré un étranger au marché des oiseaux, juste avant le meurtre.

## Fiche technique
- Titre : Confidences à un inconnu
- Titre anglais : Secrets Shared with a Stranger
- Titre italien : Confidenze ad uno sconosciuto
- Réalisation : Georges Bardawil
- Scénario : Georges Bardawil, Gilles Laurent d'après un récit de Valéri Brioussov
- Image : Yuriy Klimenko
- Musique : Enri Lolashvili
- Montage : Martine Lebon
- Durée : 92 minutes
- Dates de sortie :
  -  Canada : 10 septembre 1995 (festival international du film de Toronto)
  -  France : 17 janvier 1996

## Distribution
- Sandrine Bonnaire : Natalia
- William Hurt (VF : Féodor Atkine) : l'étranger
- Jerzy Radziwilowicz : Modeste
- Denis Sinyavskiy : Volodia
- Alexandre Kaïdanovski : Kriouchoff
- Marie Dubois : la mère
- Marina Golovine : Lydia
- Olga Volkova : la mangeuse d'oignon
- Alissa Freindlich
- Larissa Gouzeïeva : Katia

## Critiques
Le magazine Les Inrocks compare le film à Guerre et Amour de Woody Allen, mais le juge bien moins réussi.